# Ghilman

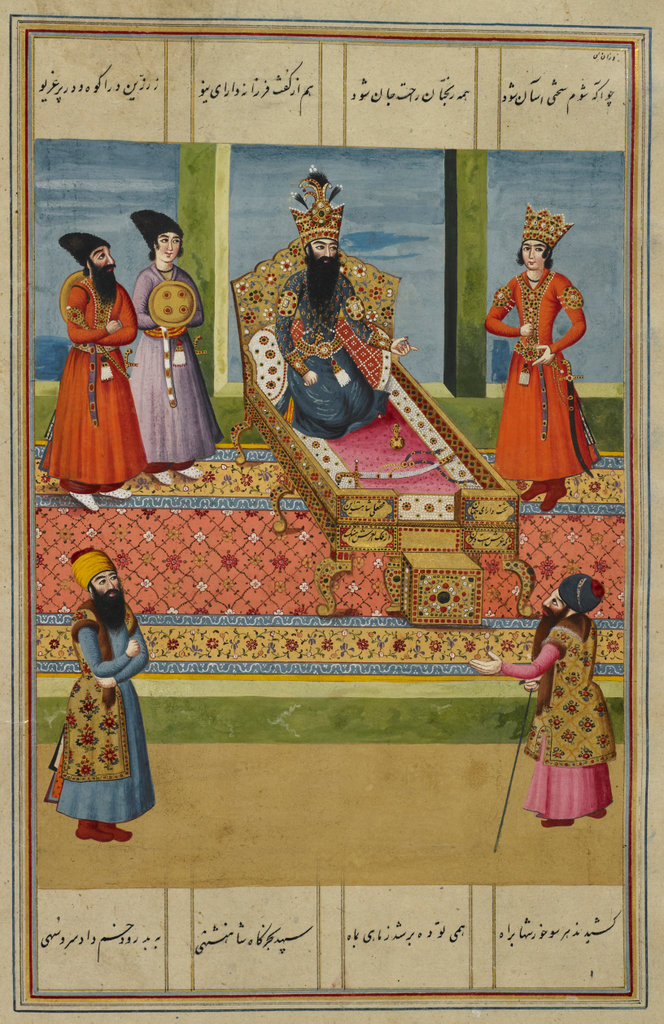
Fath ‘Ali Shah seated on the Peacock Throne attended by a prince (‘Abbas Mirza?) and two ‘ghulams’ with his shield and mace, giving audience to two ministers. Folio from the Shahinshahnama of Fath 'Ali Khan Saba, dated 1810

Ghilman var en typ av slavsoldater eller förslavade legosoldater som användes i en rad olika muslimska stater i Mellanöstern, från Abbasidkalifatet på 800-talet fram till början av 1800-talet i qajardynastins Persien.   Att använda slavsoldater på detta sätt var under denna tid närmast unikt för muslimska stater. Dessa soldater var ofta vita slavar från Europa, så kallade saqaliba. Ghilman var ursprungligen också en benämning på tjänstepojkar i det muslimska paradiset. 

## Etymologi
Ghilman (singularis ghulam ,"pojke"), var  inom den tidiga muslimska världen den vanliga termen för slavsoldater. Den arabiska termen mamalik (singularis mamluk ("ägd") hade därefter på 1100-talet helt ersatt ghilman som en beteckning för dessa slavar.